# Margival
Margival je francouzská obec v departementu Aisne v regionu Hauts-de-France. V roce 2012 zde žilo 353 obyvatel.

## Sousední obce
Crouy, Laffaux, Nanteuil-la-Fosse, Neuville-sur-Margival, Terny-Sorny, Vregny, Vuillery

## Vývoj počtu obyvatel
Počet obyvatel